# Clínica Barraquer de Bogotá
Clínica Barraquer es un centro de oftalmología fundado en 1968 por el catalán José Barraquer, conocido por varios inventos , siendo el más destacado el ser el pionero en desarrollar la cirugía refractiva para corregir la miopía.
Barraquer llegó a Bogotá en 1953, como un médico reconocido mundialmente y con el propósito de crear una escuela lejos de Barcelona, donde había trabajado en la clínica fundada por su padre, Ignacio Barraquer, en 1939. A partir de la muerte de José Barraquer, el 13 de febrero de 1998, sus tres hijos oftalmólogos, Francisco y Carmen Barraquer Coll y José Ignacio Barraquer Granados, fueron los encargados de seguir con la tradición familiar.
El centro de Bogotá,  alberga la clínica, el Instituto Barraquer de América y la Escuela Superior de Oftalmología.
En el año 2013, con motivo de su 45 aniversario, realizó una campaña social llamada «Ojos por  Colombia» para poder realizar operaciones gratuitas a personas con pocos recursos, destinadas a corregir problemas visuales como traumas oculares, estrabismos severos y cataratas o desprendimientos de retina. Esta campaña se repitió en 2016.
En el 2013 la Clínica Barraquer había realizado hasta cuatro operaciones para devolver la visión a personas con ceguera corneal a travès de una cirugía llamada osteo-odonto-queratoprótesis, sistema alternativo al trasplante de córnea en caso de rechazo inmunológico.
La clínica Barraquer de Bogotá está considerada como un centro de turismo de salud al realizar trasplantes de córnea con láser en 2 horas así como operaciones de cataratas y de desprendimiento de retina. El centro ha tenido un importante impacto en el sector hotelero de la ciudad de Bogotá al haber generado, desde el 1968, la construcción de cinco hoteles y más de 15 residencias alrededor del instituto.